# Рудольф Шварц
Рудольф Шварц (23 березня 1834, Вадовіци — 25 травня 1899, Буковци біля Санока) — педагог, органіст, диригент, композитор, теоретик, голова Галицького музичного товариства і директор консерваторії ГМТ з 1887 до 1899 р. Наступник Кароля Мікулі, попередник Мечислава Солтиса. 

## Життєпис
Народився і почав музичне навчання у місті Вадовіци (викл. Льоффлєр (випускник Празької консерваторії, колишній педагог Лейпцизької та Краківської консерваторій). 
Переїхав до Львова 1856 року. Спершу займався комерційною діяльністю, продавав фортеп'яно марки "Безендорфер". 1857 року став членом Галицько музичного товариства. Навчався у Кароля Мікулі (фортепіано, гармонія, контрапункт, вчительський курс). Більш як 40 років концертував як скрипаль, альтист, органіст і концертмейстер. 1866—1867 рр. — на посаді другим диригентом опери у Театрі Скарбка. З 1871 року заступник  голови Галицького музичного товариства. 
З 1875 року викладав в консерваторії орган і теорію музики. Серед його учнів: композитор Юзеф Никорович. Бувши директором консерваторії, сприяв заснуванню стипендії ім. Кароля і Регіни Ліпінських. З 1878 року на посаді заступника артистичного директора Галицького музичного товариства, керував хором. Шварц на посаді директора консерваторії є наступником Кароля Мікулі. За його правління продовжував зростати професійний рівень консерваторії. Бувши на посаді директора консерваторії провадив активну концертну діяльність, передусім як диригент. 
Як композитор писав хорові обробки народних пісень. Автор «Школи /гри/ на фісгармонії».